# 福岡市交通局3000系電車
福岡市交通局3000系電車（ふくおかしこうつうきょく3000けいでんしゃ）は、福岡市交通局七隈線用の通勤形電車である。
本項では、2021年度より導入されている3000A系についても記述する。

## 車両解説
2005年（平成17年）2月3日の七隈線天神南駅 - 橋本駅間の開業時から運転を開始した。従来の空港線・箱崎線とは建設規格や旅客数に差があることなどから、従来の自局車両（1000系・2000系）とは大きく異なる。2005年度のグッドデザイン賞を受賞し、2006年には鉄道友の会 ローレル賞を受賞した。

### 車体
ドイツの工業デザイナー、アレクサンダー・ノイマイスター（現：N+P Industrial Design GmbH）によりデザインされた。車体はアルミニウム合金製で、片側3箇所に両開き扉が設置されている。
デザインコンセプト
1. ヒューマンマインド（人への配慮）
2. コミュニティマインド（地域性）
3. アドバンストマインド（先進性）

車体塗装は地色が白色で、上半の窓周りは油山の稜線とラインカラーを表す緑色に塗装され、前頭部には黄緑色のラインが入っている。また室見川の流れを表す水色の縞模様のラインが車体下部全体にわたって配されている。
鉄輪式リニアモーターを採用し、車両の小断面化を実現している。車両の長さは16,500 mm（先頭車16,750 mm）、幅2,490 mm、高さ3,145 mmで、1000系・2000系に比べて長さと高さは75 %程、幅は90% 程度に抑えられている。全車電動車の4両編成であるが、将来の輸送力増強時に2両（欠番の3400形（M2） - 3500形（M2'）電動車1ユニット）を増結して6両編成に対応できる。
地下鉄用車両であるため、先頭部右側には非常用扉が設置されている。行先表示器はLED式で、上り方先頭車を除く各車両の上り方車両端部窓上部に配置されている。

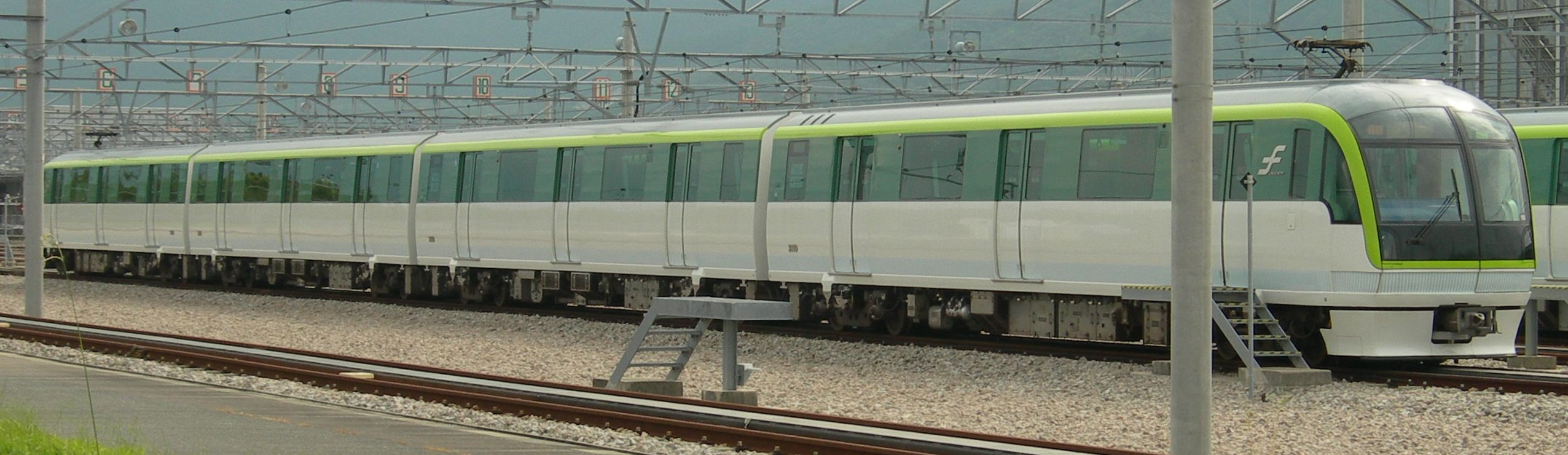
編成全体（3000系）
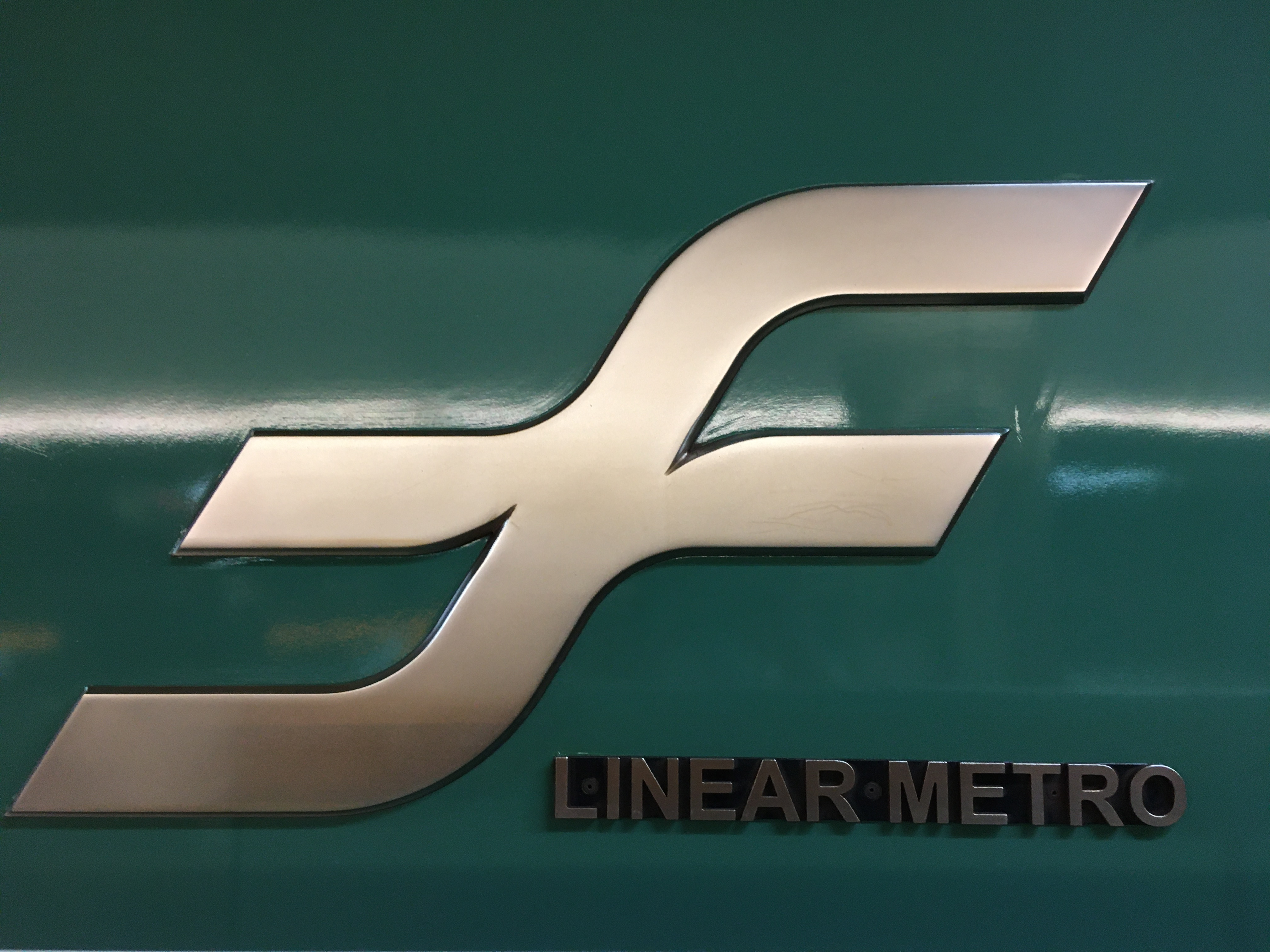
シンボルマーク。福岡市地下鉄のロゴマークに加え、リニアモーター車であることが示されている。

### 車内設備

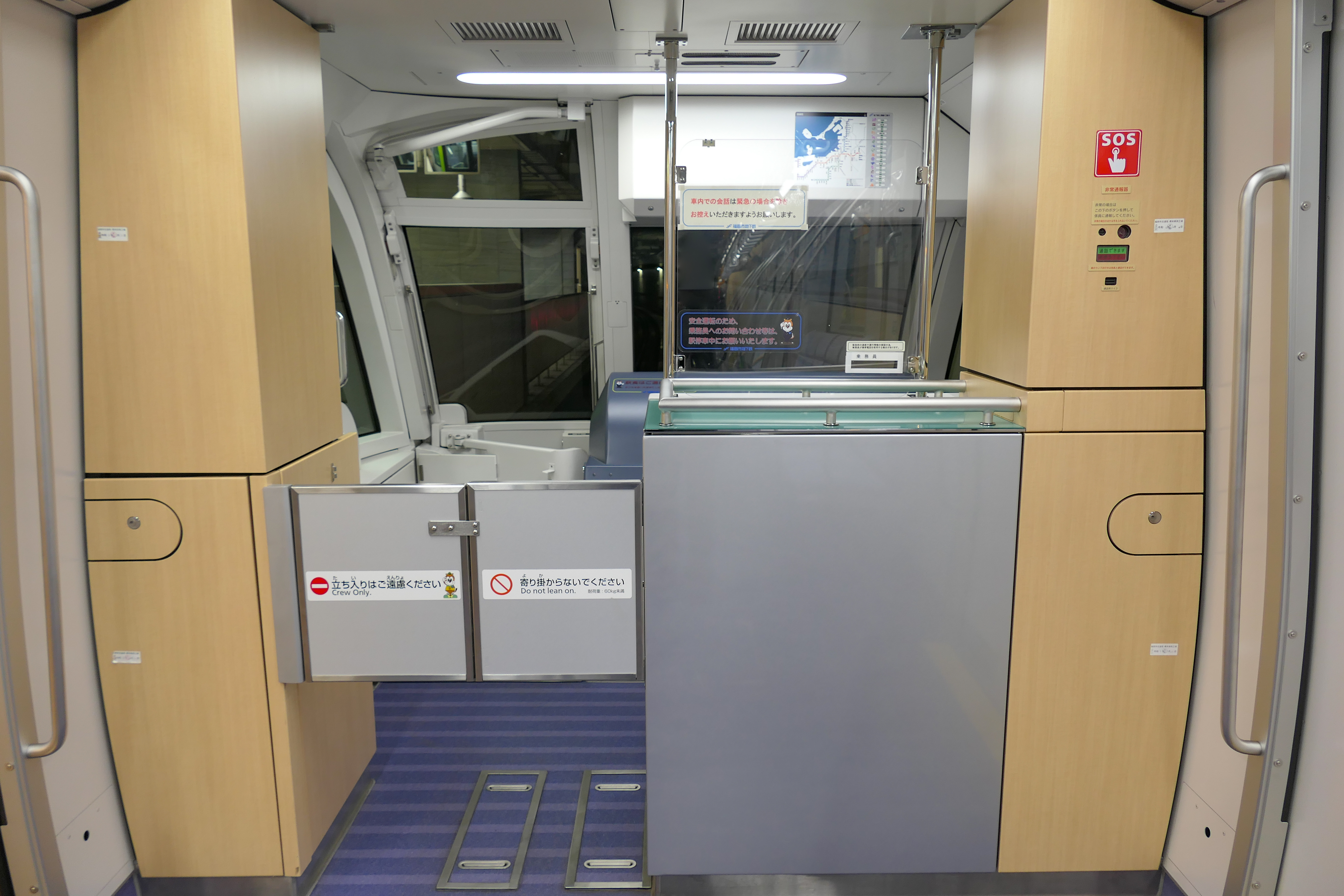
運転台付近
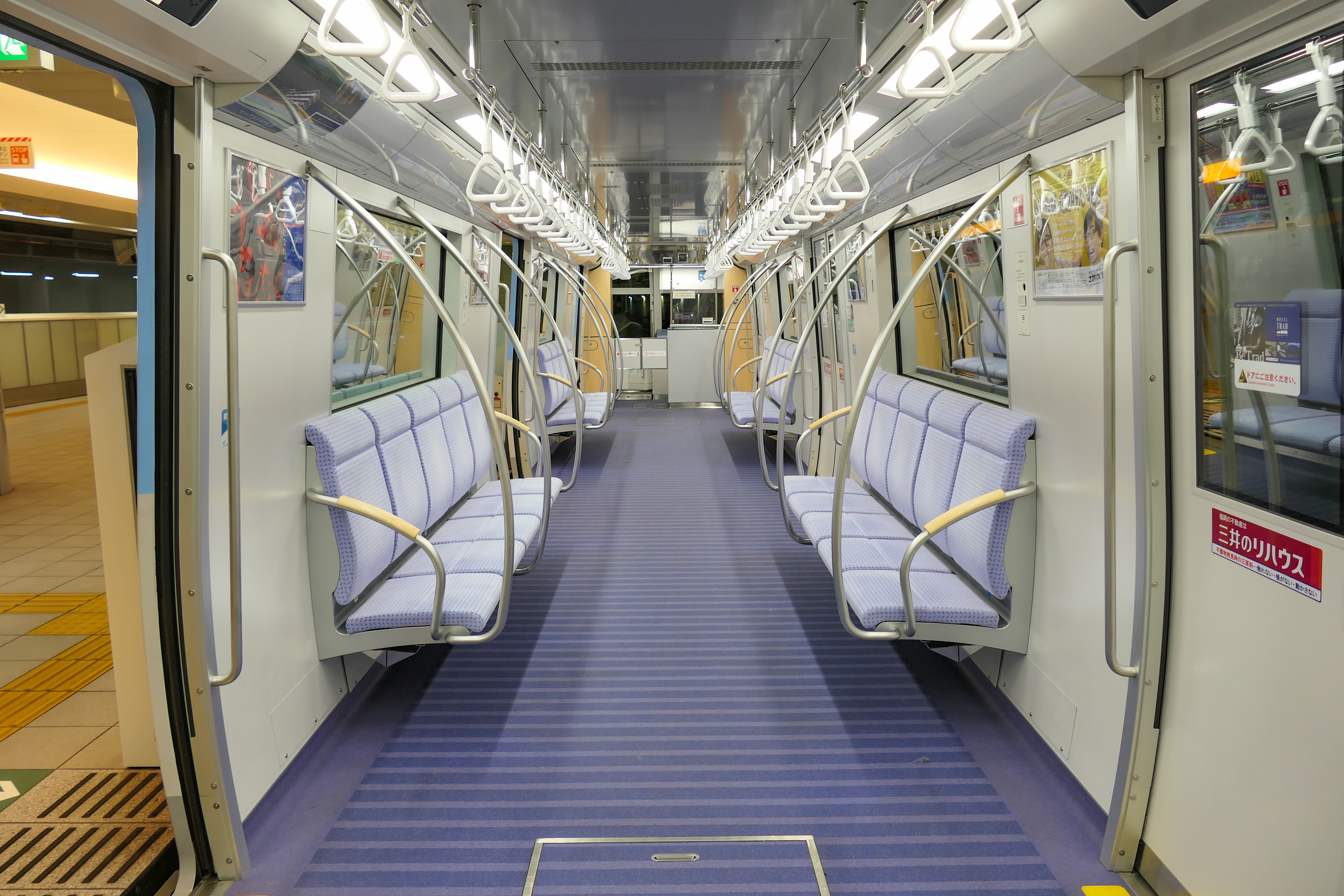
一般座席（先頭車）
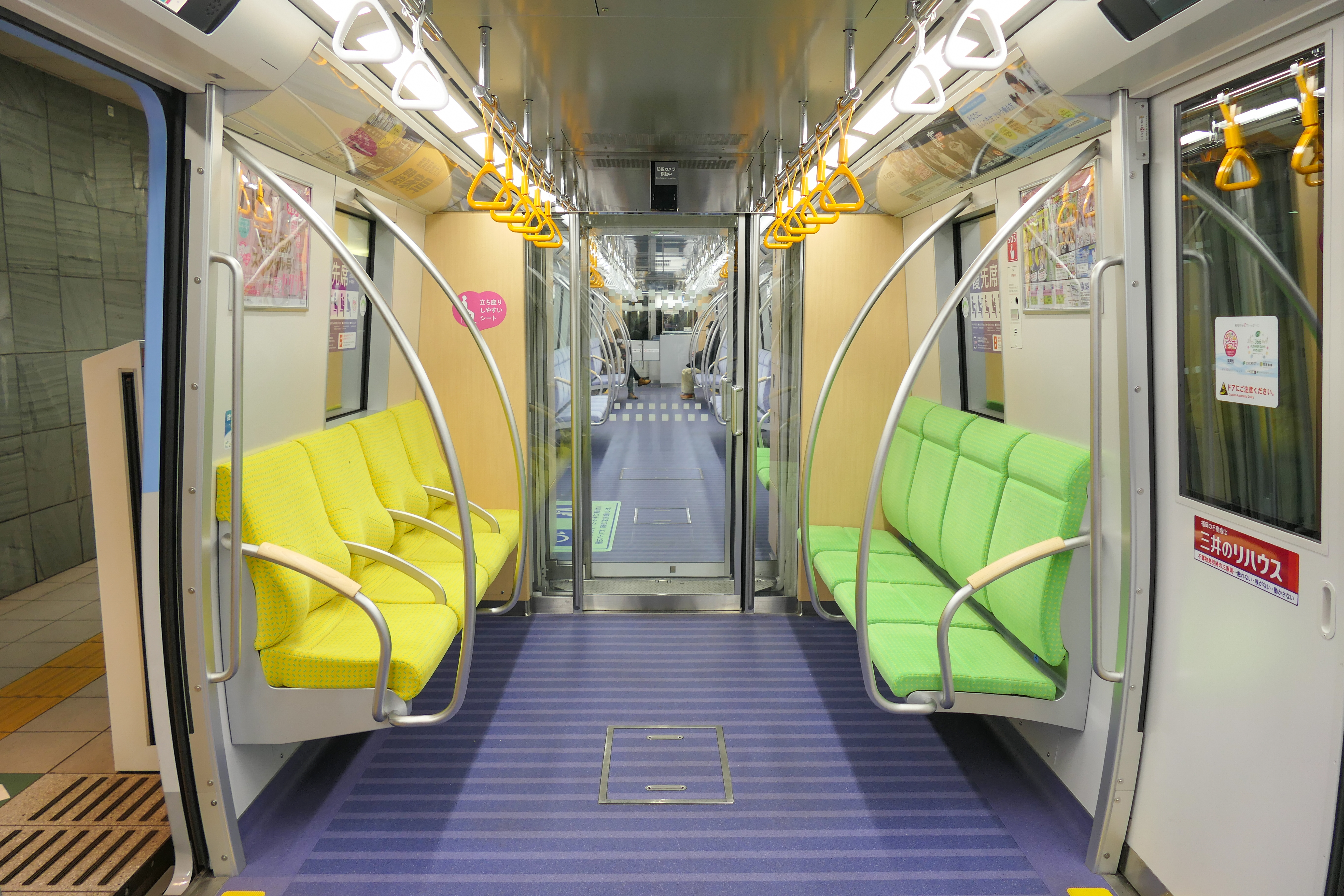
優先席
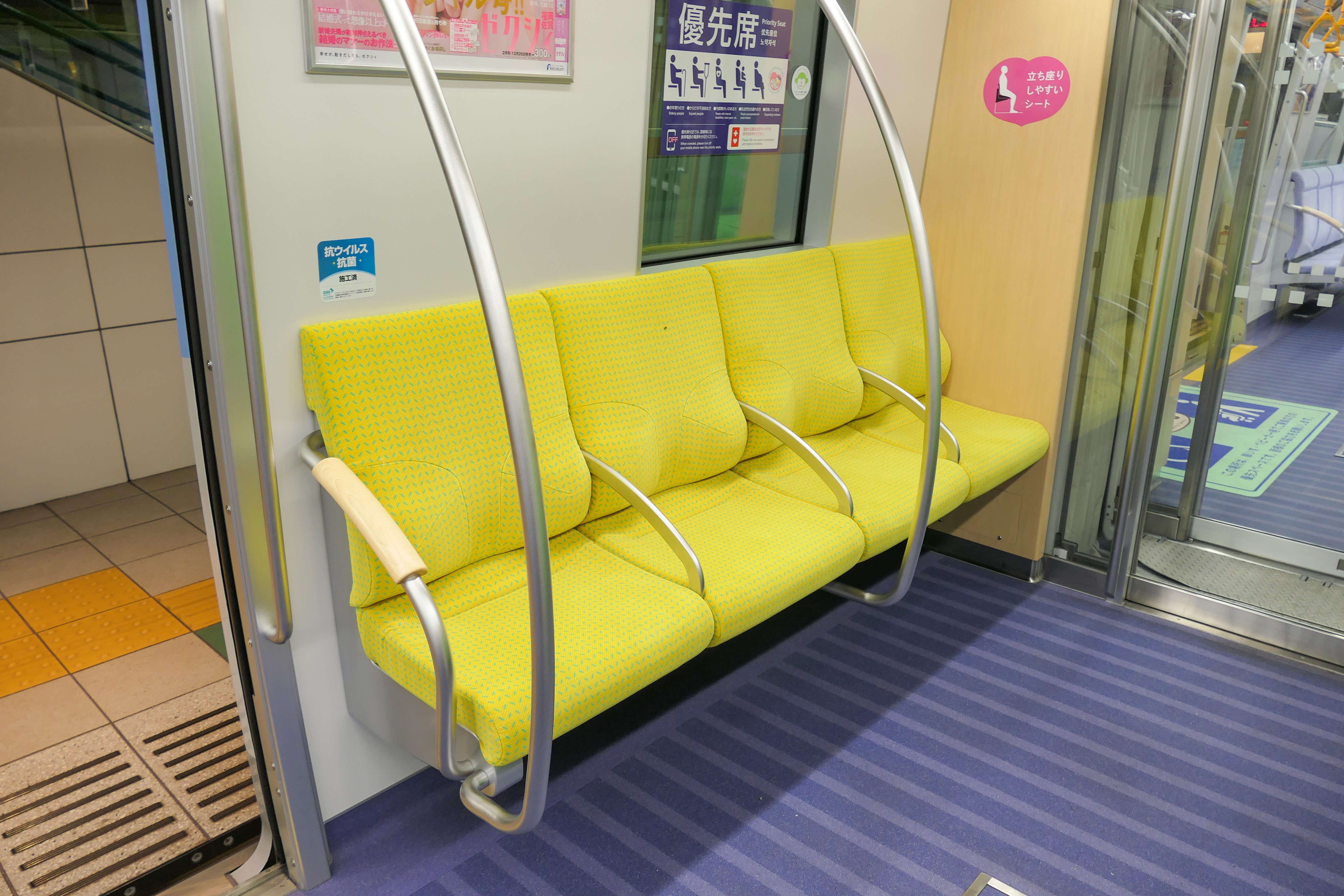
立ち座りしやすいシート
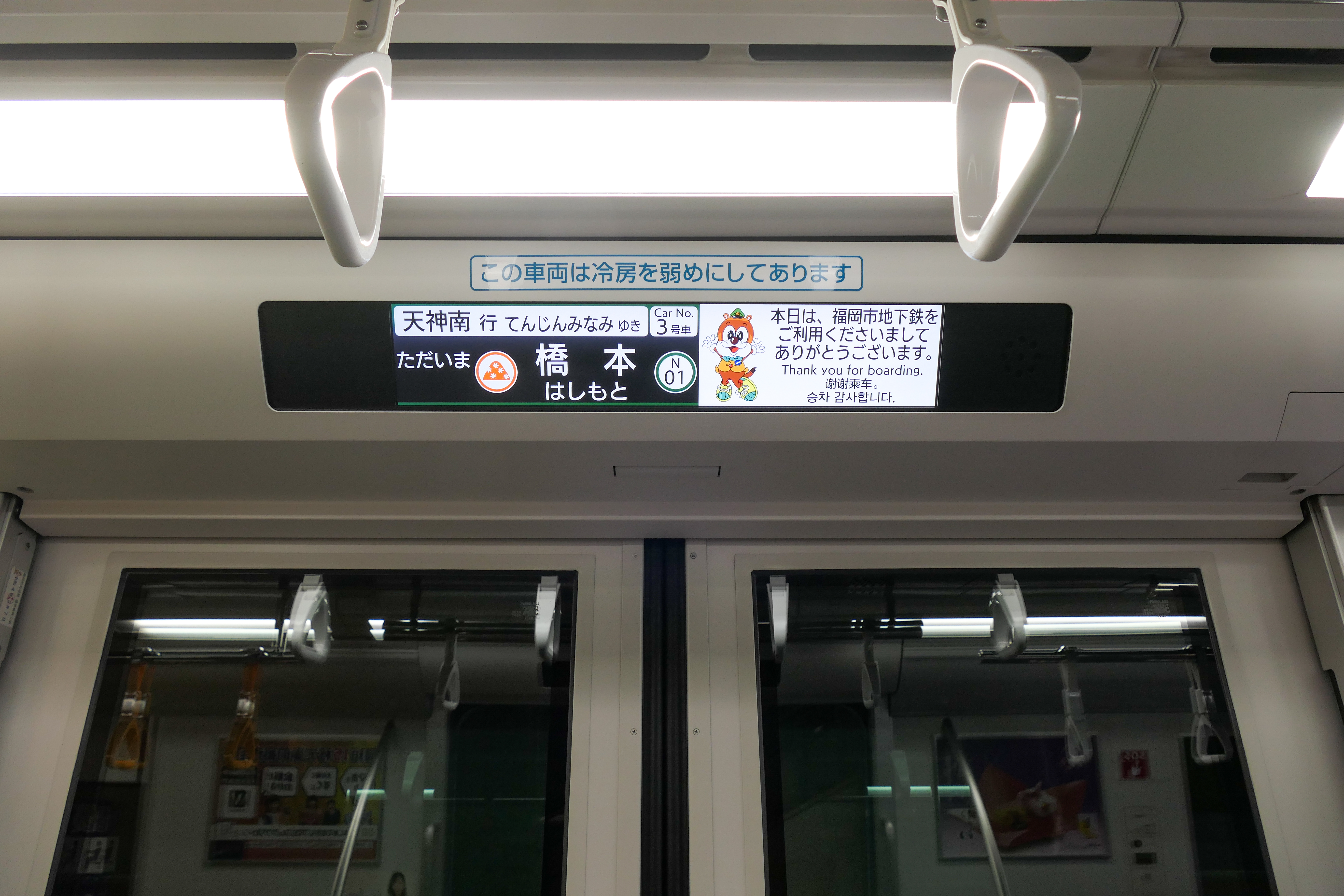
液晶画面による案内
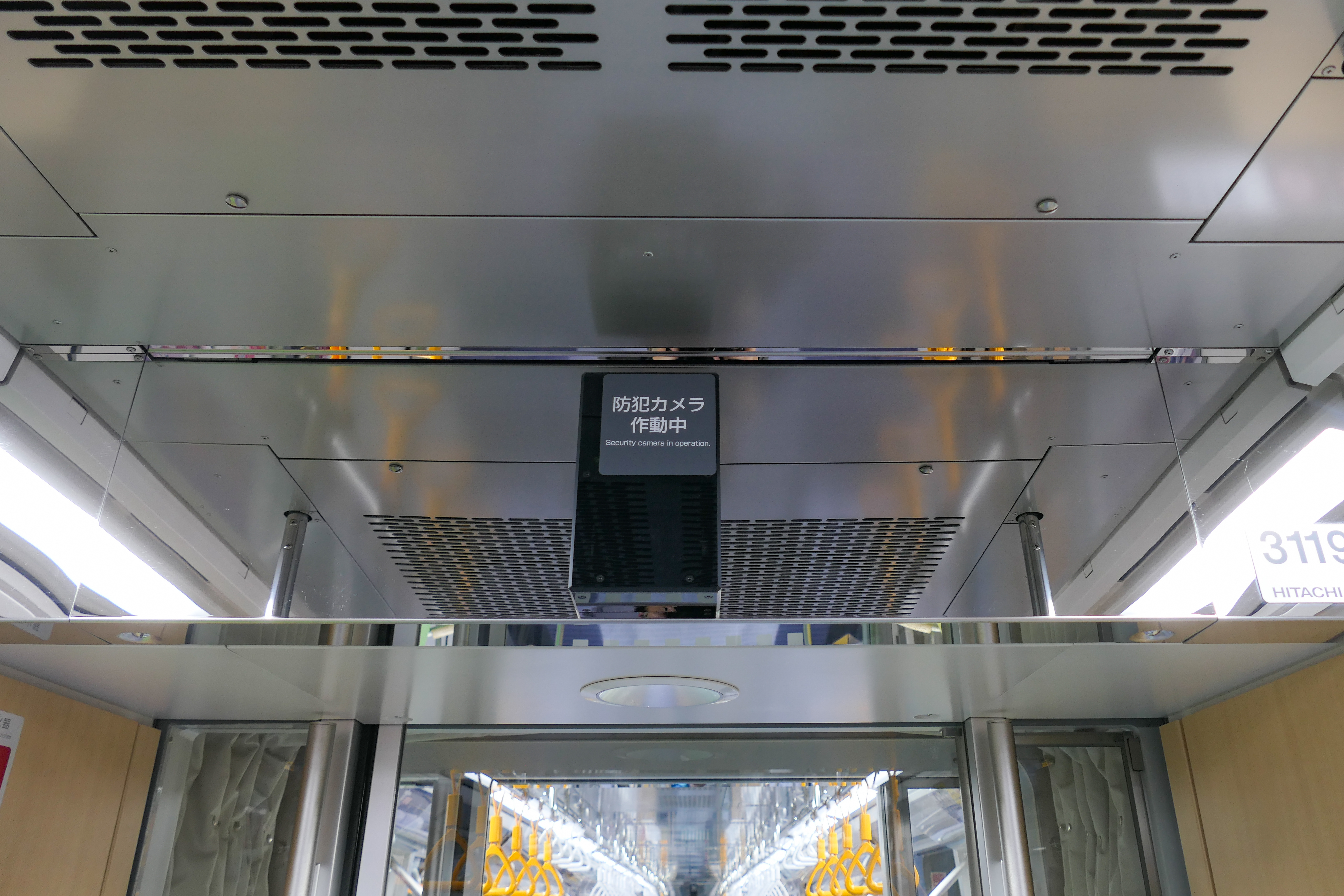
防犯カメラ

小断面による空間の狭さを感じさせないように配慮されたデザインとしている。「明るく、広々とした室内」を目指し、白色を基調とした内装、妻面壁は木目調とした。貫通路は広幅構造で貫通扉は全面ガラス張りとして、車内空間を広く見せるように工夫されている。車内の狭隘（きょうあい）感をなくすよう、座席上に荷棚は設置しておらず、中つり広告も掲出していない。
座席は片持ち式のロングシート構成で、1人分ずつが区分された個別シートとした。1人分の掛け幅は460 mmを確保した。座席表地はエメラルドグリーン色とした。側窓は大形の固定窓とし、客用ドアのガラスとともに熱線吸収タイプの複層ガラスを使用している。通常のロングシートよりも背もたれは高めであり、それに合わせて窓の位置も高い。
客用ドア上部には車内案内表示装置として、路線図式案内表示器とLED式文字案内表示器（ドアチャイム付）をそれぞれ交互に配置する。各連結面貫通扉上部には広告機能を有する液晶ディスプレイ（LCD）を1基設置する。車椅子スペースは中間車2両に設置する。
空調装置は薄形集約分散式の三菱電機製CU783形であるが、14.53 kW(12,500kcal/h)出力品を各車に2台（1両あたり29.07 kW ≒ 25,000kcal/h）搭載している。

#### 運転室
室内空間を広く見せるため、運転室は独立しておらず、胸の高さ程度の仕切り壁とバーにより客室と仕切るようになっている。運転室に出入りする専用の側開戸（がわひらきど）は設置しておらず、客用ドアを使用する。
七隈線はワンマン運転であり、最後部車となるときには原則として使用しない運転席を二人がけの通常の座席とし、乗客が自由に利用することが可能な構造となっている。このときは乗客が勝手に運転台機器を扱うことができないよう、運転台機器にはカバーがかけられる。基本的に自動列車運転装置（ATO）による全自動運転であるが、通常の運転台があり、手動運転用として左手操作のワンハンドルマスコンを設置する（力行1 - 4ノッチ、常用ブレーキ1 - 7段）。
また、鉄道車両では通常運転台は進行方向に向かって左側に設置されるが、七隈線は全駅が島式ホームであるため、運転台は進行方向に向かって右側に設置されている。
なお、2020年2月以降、最後部車となるときも運転室は開放せず常時乗客の立入が禁止となった。

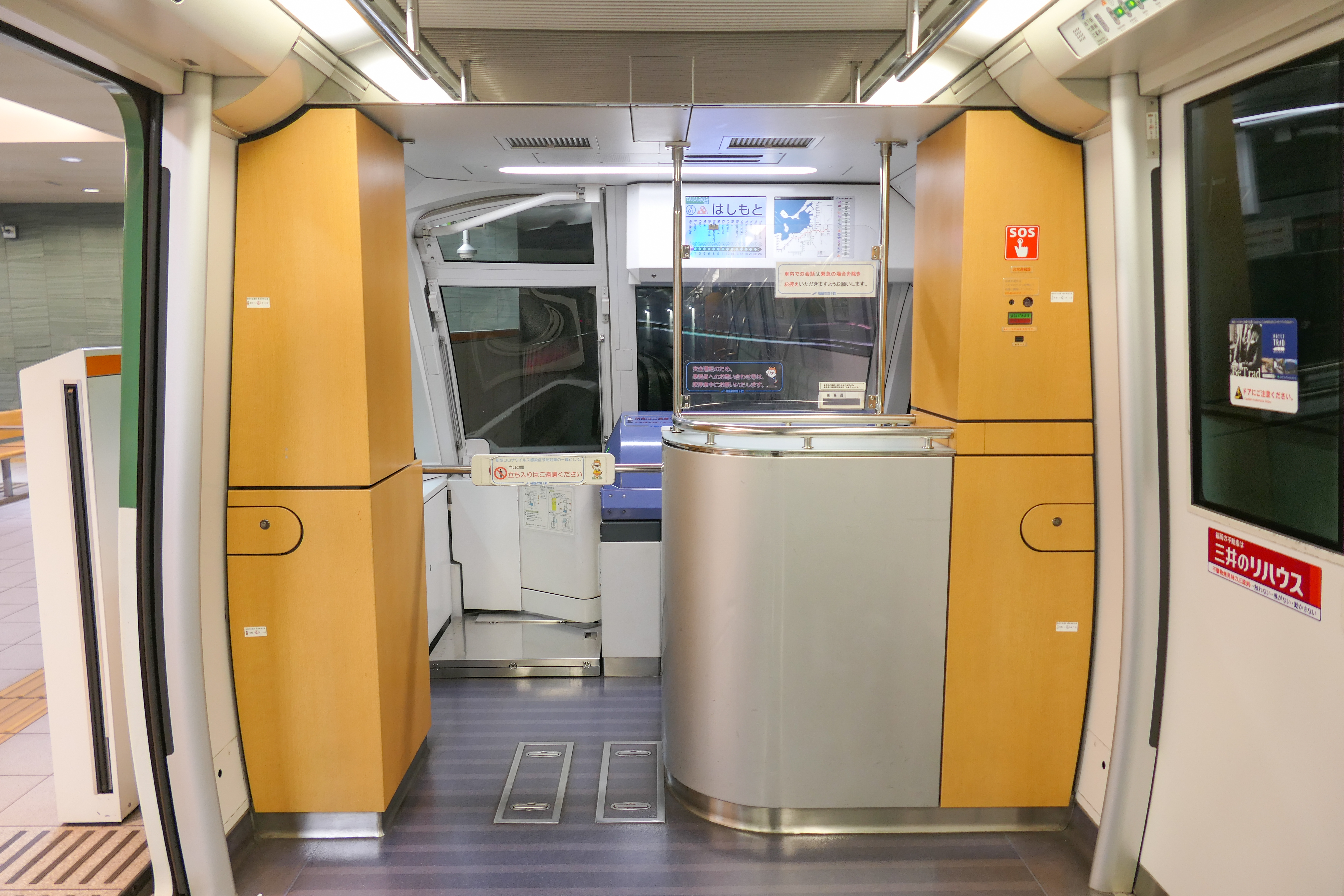
運転台付近 ※写真は乗客が常時運転室立入禁止となって以降のもので仕切が増設されている
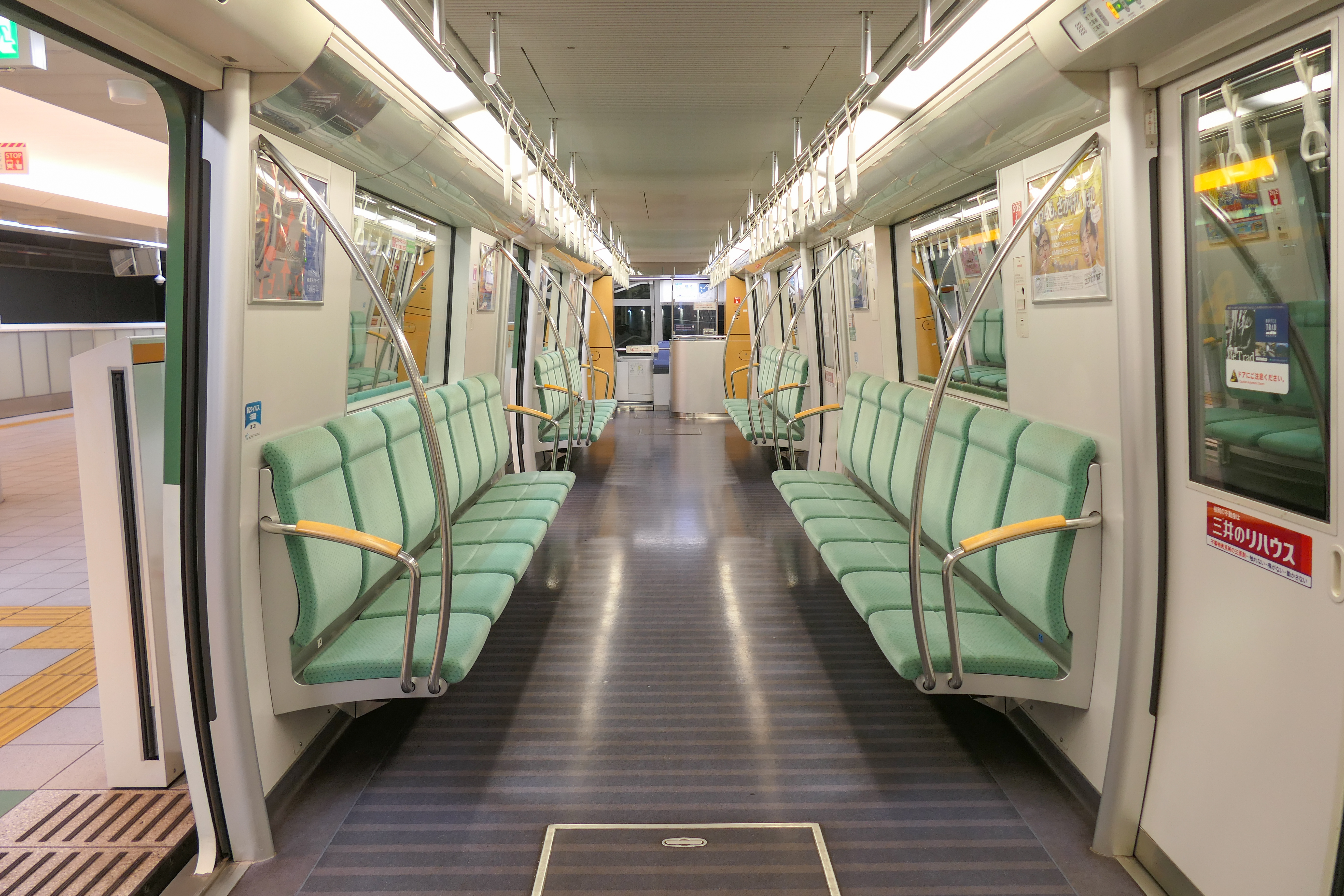
一般座席
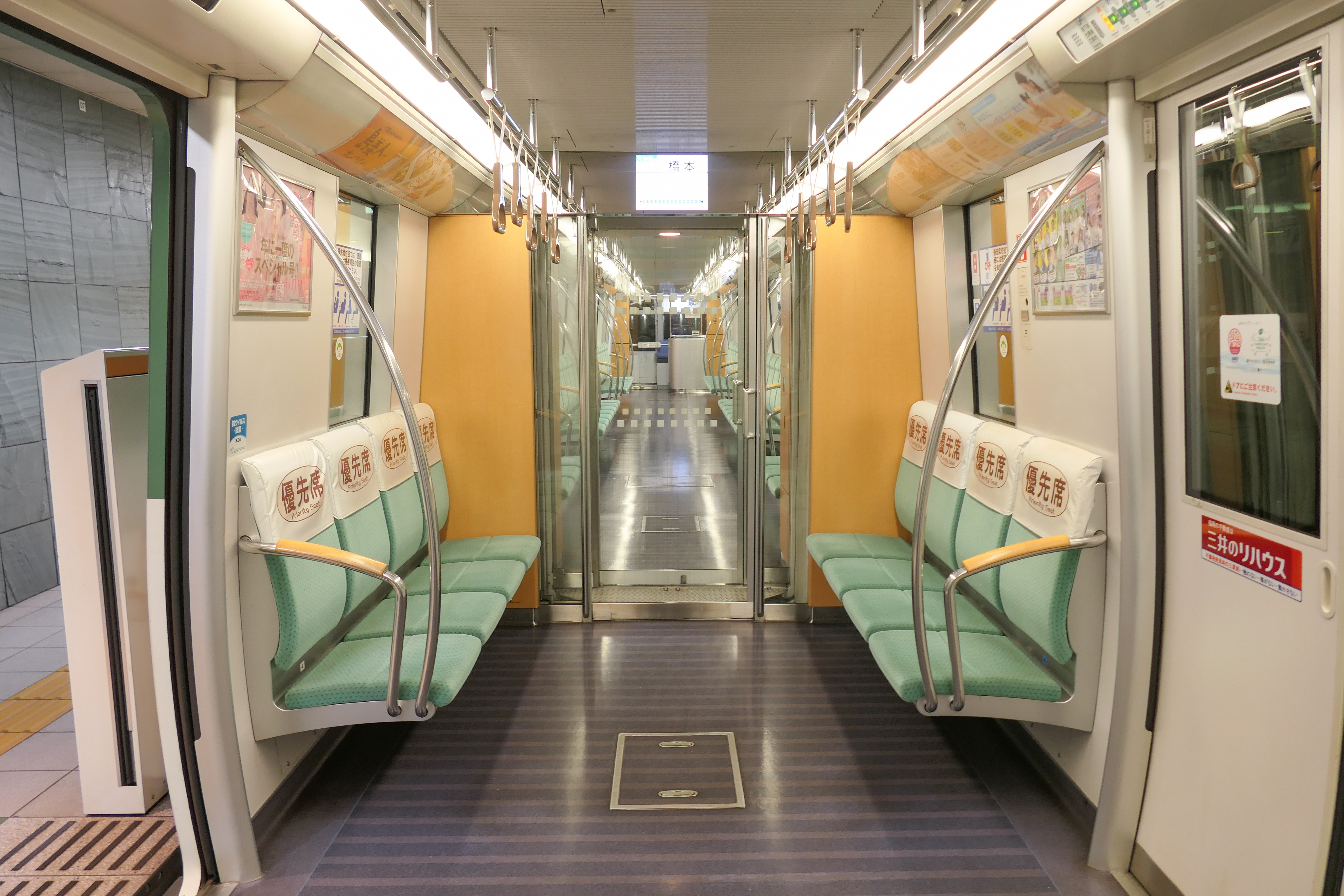
優先席
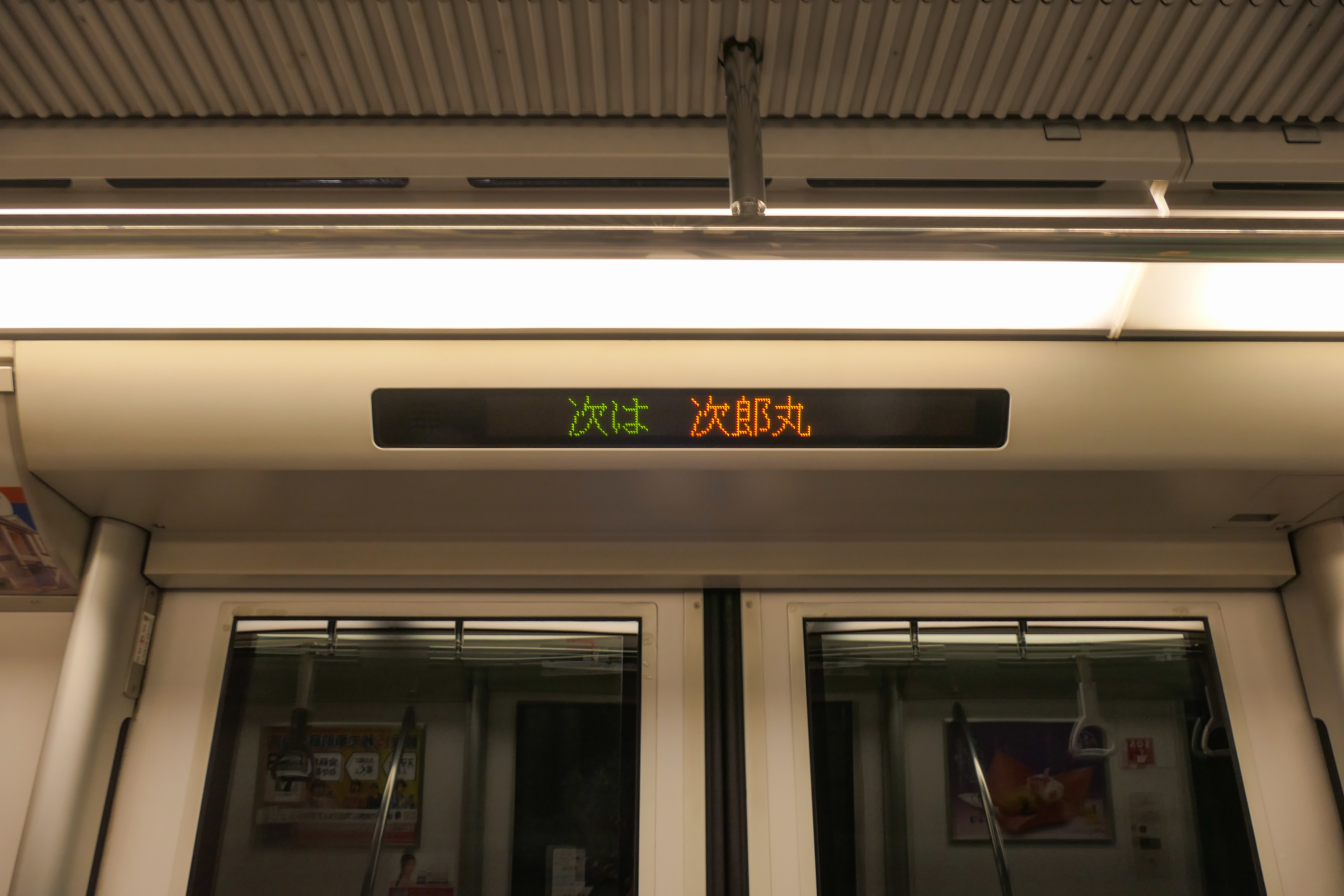
LEDによる案内（ドア上）
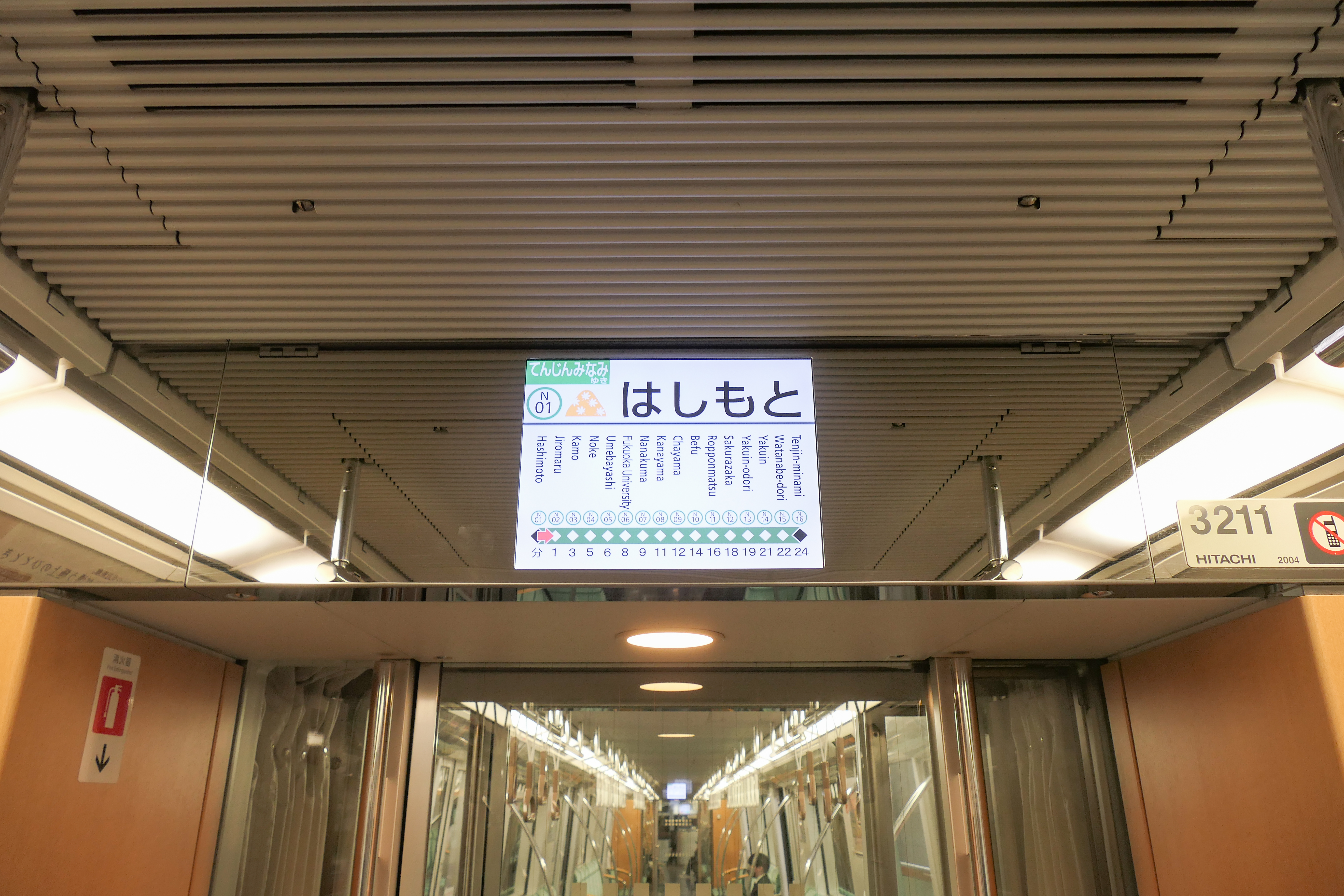
液晶画面による案内（車端部）

### 台車・走行機器
台車は住友金属工業（3000系）→日本製鉄（3000A系）製、リニアモーター地下鉄の標準台車を使用している。軸箱方式は積層ゴムを用いた自己操舵機構（セルフステアリング機構）を有するボルスタ付き空気ばね台車を使用している（住友金属工業→日本製鉄形式：FS566形、交通局形式：FDT-3A形（先頭用）・FDT-3B形（中間用））。軸距は 1,900 mm・車輪径は 650 mmで、基礎ブレーキは1軸1枚のディスクブレーキを使用する。
制御装置は日立製作所製のIGBT素子（3,300V - 1,200A）を使用した2レベルVVVFインバータ制御方式（ベクトル制御対応）で、1台のインバータユニットでリニアモーター2台（1両分）を制御するインバータを2セット搭載している（1C2M×2群制御）。主電動機は車上1次片側式三相リニア誘導電動機を搭載しており、各台車に1台（1両に2台）を装架し、定格出力はリニアモーター地下鉄では最大の150 kWとなる。主電動機は3000系では三菱電機製だが、3000A系では日立製作所製に変更した。
補助電源装置は120 kVA 出力の静止形インバータ（SIV）を採用している。出力電圧は三相交流 200 V と直流 100 V とした。集電装置は小形地下鉄用のシングルアーム式パンタグラフを両先頭車の運転台寄りに搭載した（工進精工所製KP83A形）。
ブレーキ装置は回生ブレーキ併用電気指令式空気ブレーキ（全電気ブレーキ対応）を採用している。手動運転時は常用ブレーキは7段だが、後述のATO時は28段とした多段制御を行う。制御機能、モニタ機能、検査機能を有する車両情報制御装置（ATI装置）を搭載している。

### 保安装置
ATCとATOを装備し、全自動運転・無人運転が可能である。ただし、今のところ営業運転においては先頭部に運転士が乗車し、自動運転を監視する運行形態としており、完全な無人運転は行われていない。

## 3000A系
3000系のマイナーチェンジ仕様車で、七隈線の天神南駅 - 博多駅間延伸に対応して、4編成が導入された。このうち2編成は2021年9月下旬から10月にかけて搬入され、2022年2月9日に運用開始し、残りの2編成は2022年12月までに運用を開始した。Aは『Advance』（アドヴァンス、「進歩」の意の形容詞）の頭文字。また、2027年度までに4編成を増備する予定。

### 車体
車体の形状や黄緑色のラインは3000系と同一であるが、緑色だった太帯はスカイブルーに変更されている。これは福岡市地下鉄の3路線ネットワーク化により、「空の玄関口」である福岡空港へと繋がるイメージと、新型コロナウイルス感染症（COVID-19）のパンデミック収束後のまちの発展を支える地下鉄を象徴し、「希望の未来を示す、広く澄んだ青空」のイメージが意味されている。

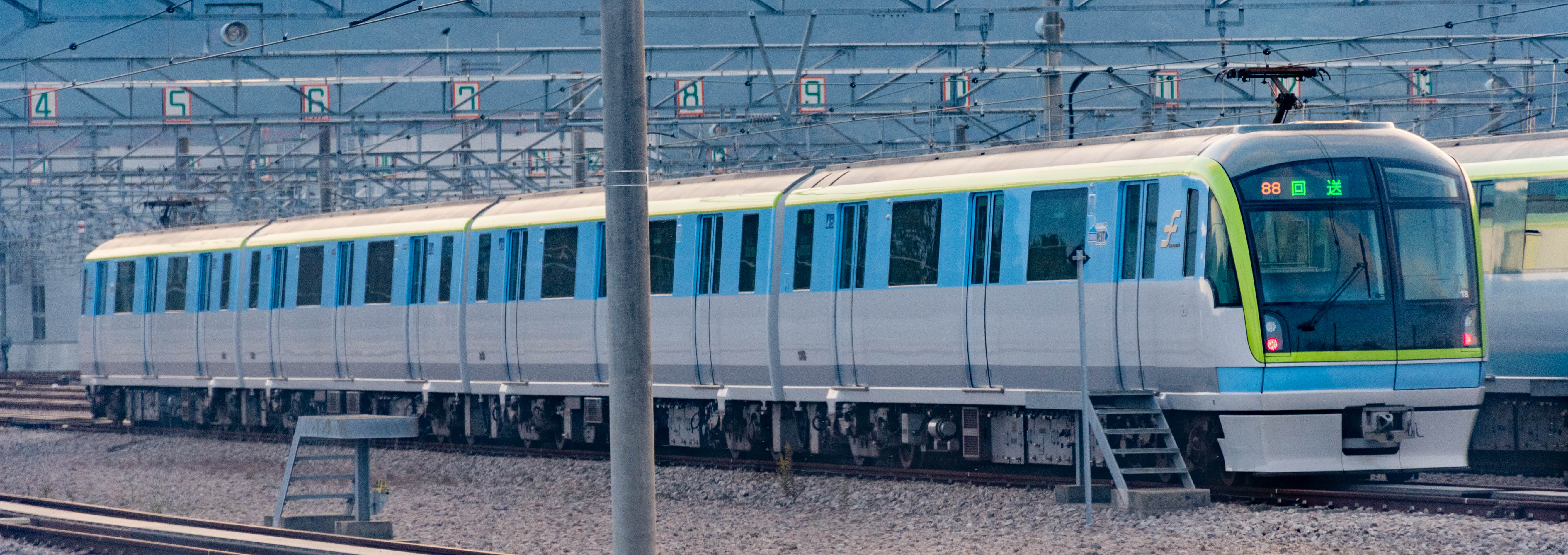
編成全体（3000A系）

### 車内設備
博多駅への延伸を想起できるインテリアとして、博多織の五色献上色「紫」「青」「赤」「黄」「紺」をイメージした配色や、櫛田神社の神木で「櫛田の銀杏」で有名なイチョウの木をイメージしたより明るい木目柄が採用されている。
座席は1人あたりの掛け幅を465 mmに拡大したほか、両先頭車では乗降のしやすさや「3密」の緩和を促進するため、座席を7人掛けから5人掛けに変更し、ドア付近のスペースを拡大した。座席間には握り棒（スタンションポール）を新設した。加えて、感染症対策としてつり革・手すり・座席に抗菌・抗ウイルス素材を使用している。防犯対策として各車両2台の防犯カメラを設置した。つり革は形状の変更とドア付近上部にも新設した。
ユニバーサルデザインへの対応として、車椅子・ベビーカーの優先スペースは先頭車にも新設し、この場所には2段式の手すりを設置する。中間車の優先席の一部には立ち座りしやすいシートが導入されている。これは座面が通常座席より60mm高く、座面間に仕切りとなる肘掛けを設けて、立ち座り動作の負担を軽減する工夫がなされている。
また、聴覚障害者などがドア開閉のタイミングを確認できる「ドア開閉動作ランプ」が新設されたほか、出入口下部には黄色の警戒色が入れられた。車内案内表示器は液晶式に変更され、日本語・英語・中国語・韓国語の4か国語に対応する。
空調装置は薄形集約分散式の日立製作所製HRB252-2形に変更され、17.44 kW(15,000kcal/h)出力品となり各車に2台（1両あたり34.88 kW ≒ 30,000kcal/h）搭載している。
- 運転台付近
- 一般座席（先頭車）
- 優先席
- 立ち座りしやすいシート
- 液晶画面による案内
- 防犯カメラ

## 製造・編成
下り側から3100形 - 3200形 - 3500形 - 3600形の4両固定編成である。将来の6両化に備えて、3300形と3400形は欠番となっている。編成ごとに下2桁の数字は揃えられている。3000系は、日立製作所笠戸事業所で製造された4両編成17本（68両）が橋本車両基地に配属されている。

### 編成表
|          | ← 橋本博多 →      |              |              |              |
| 号車     | 1                 | 2            | 3            | 4            |
| 形式     | 3100形 (M1C)      | 3200形 (M1)  | 3500形 (M3)  | 3600形 (M3C) |
| 機器配置 | SIV,CP ATC/ATO,SR | VVVF,BT      | VVVF,BT      | SIV,CP ATC   |
| 3000系   | 3101 ： 3117      | 3201 ： 3217 | 3501 ： 3517 | 3601 ： 3617 |
| 3000A系  | 3118 ： 3121      | 3218 ： 3221 | 3518 ： 3521 | 3618 ： 3621 |

凡例
- VVVF：VVVFインバータ装置、SIV：補助電源装置（静止形インバータ）、CP：空気圧縮機、BT：蓄電池
- ATC：ATC装置、ATO：ATO装置、SR：列車無線装置